# Propulsió
La propulsió és el principi que permet a un cos de moure's en l'espai que l'envolta.
La propulsió significa avançar o conduir un objecte cap endavant. El terme es deriva de dues paraules llatines: "pro", que significa abans o cap endavant; i "pellere", que significa conduir. Un sistema de propulsió consisteix en una font d'energia mecànica i un propulsor (mitjà de convertir aquest poder en força propulsora).
Un sistema tecnològic utilitza un motor com a font d'energia i rodes i eixos, hèlixs o un filtre propulsor per generar força. Es poden necessitar components com ara embragatges o caixes de canvis per connectar el motor a eixos, rodes o hèlixs.
Els sistemes de propulsió biològica utilitzen els músculs d'un animal com a font d'energia, i les extremitats com ales, aletes o cames com a propulsors.
Un sistema tecnològic/biològic pot utilitzar força muscular humana, o d'animals entrenats, per alimentar un dispositiu mecànic.

## Mètodes de propulsió vehicular
Els principals modes de propulsió són:
- propulsió terrestre
- propulsió marítima
- propulsió aèria
- propulsió espacial
- levitació magnètica

## Mètodes de propulsió segons la font d'energia
Poden utilitzar com a font d'energia la:
- propulsió humana
- propulsió animal
- propulsió a reacció
- propulsió química
- propulsió elèctrica